# Голубев, Александр Александрович (писатель)
Алекса́ндр Алекса́ндрович Го́лубев (1943—2020) — русский советский писатель, прозаик, публицист, поэт и эссеист. Член Союза писателей СССР (с 1990 года). Секретарь Союза писателей России. Главный редактор журнала «Подъём» (1993—1996 и 2006—2009). Заслуженный работник культуры Российской Федерации (2002).

## Биография
Родился 11 апреля 1943 года в хуторе Краснояровский Ростовской области в семье крестьян.
С 1960 по 1965 год обучался в Воронежском педагогическом институте. С 1966 по 1971 год обучался на заочном отделении Литературного института имени А. М. Горького, учился на семинаре профессора А. А. Михайлова. С 1965 по 1966 год работал литературным сотрудником воронежских районных газет. С 1966 по 1980 год работал в Воронежском областном комитете КПСС в должностях инструктора лекторской группы, руководителя лекторской группы и инструктором отдела культуры. С 1980 по 2009 год работал в литературном журнале «Подъём»: с 1980 по 1993 год — заместитель главного редактора и с 1993 по 1996 и с 2006 по 2009 год — главный редактор этого литературного издания.
Член Союза писателей СССР с 1990 года и секретарь Союза писателей России. С 1966 года из под пера писателя вышли первые поэтические произведения напечатанные в газете «Коммуна». В последующем вышли поэтические сборники «Мой первый снег» (1970), «Весна на белом свете» (1973), «Ракитов куст» (1977), «Степные звезды» (1981), «Песни улетевших птиц» (1984), «Шумят бессмертники» (1985), «Лебяжий яр» (1990), «Прощание с конем» (1993), «Лазоревая Русь» (1997), «Сенокосная пора» (1997), «Луговая рябина» (1999). Публиковался в литературных журналах «Подъём» и «Дон», его книги издавались в издательствах «Советский писатель» и «Центрально-Чернозёмное книжное издательство». В 1980 и в 1982 годах Александр Голубев за свои стихи становился лауреатом Всероссийских конкурсов патриотической музыки. На стихи Александра Голубева, композиторами, в том числе К. И. Массалитиновым, было написано около сорока песен.
В 2000 году за свои поэтические произведения был удостоен Международной Шолоховской премии. 28 октября 2002 года Указом Президента России «За заслуги в области культуры и многолетнюю плодотворную работу» Александр Годубев был удостоен почётного звания Заслуженный работник культуры Российской Федерации
Скончался 28 июля 2020 года в Воронеже на 78-м году жизни.

## Награды
- Заслуженный работник культуры Российской Федерации (2002 — «За  заслуги  в  области  культуры  и  многолетнюю плодотворную работу»)[6]

### Премии
- Международная премия имени М. А. Шолохова в области литературы и искусства (2000)[5]
- Лауреат Всероссийских конкурсов патриотической музыки (1980, 1982)[5]